# Segovax
Segovax foi um dos quatro reis de Câncio durante a segunda expedição de César à Grã-Bretanha em 54 a.C., ao lado de Cingetórix, Carvílio e Taximágulo. Os quatro eram aliados do líder britânico Cassivelauno e atacaram o acampamento naval romano na tentativa de socorrê-lo quando ele foi cercado por César em sua fortaleza ao norte do Tâmisa. No entanto, o ataque falhou e Cassivelauno foi forçado a buscar um acordo.